# Coptotermes crassus
Coptotermes crassus är en termitart som beskrevs av John Otterbein Snyder 1922. Coptotermes crassus ingår i släktet Coptotermes och familjen Rhinotermitidae. Inga underarter finns listade i Catalogue of Life.